# Hirofumi Yamauchi
Hirofumi Yamauchi (født 9. februar 1995) er en japansk fodboldspiller, som spiller for den japanske fodboldklub FC Machida Zelvia.